# یاسمن‌بو دامغانی
یاسمن بو دامغانی از زنان خوشنویس و شاعر ایرانی در هند بوده‌است.
او افزون بر نستعلیق٬ ثلث و نسخ و شکسته نستعلیق را نیز خوش می‌نوشته و شعر نیز می‌گفته‌است.
او در دامغان زاده شد. در «تذکرةالخواتین» تالیف محمد بن محمد رفیع، ملقب به ملک‌الکتّاب شیرازی که در ۱۳۰۶ ق/۱۸۸۹ م، آن را در هند به چاپ رساند آمده‌ است که یاسمن بو همسر میرزا عسکری دامغانی بود و مدتی در گلبرگه دکن اقامت داشت و پس از مرگ او با یکی از امرای گورکانی ازدواج کرد و همراه با حرم او به دهلی رفت و تا پایان عمر با عزت در آن شهر می‌زیست.
یاسمن بو به سبب تسلطش بر سرودن اشعار زیبا بع زبان فارسی و اردو ذو اللسانین لقب گرفته‌است. متأسفانه از وی دیوانی بر جای نمانده‌است.